# Чечерское староство
Чечерское староство (пол. Starostwo Czeczerskie) — административная единица в составе Речицкого повета Минского воеводства Великого княжества Литовского провинции Речи Посполитой. Центром Чечерского староства было местечко Чечерск.

## История
Территория Чечерского староства относится к Полесью. Во времена Киевской Руси — это земли племени радимичей и дреговичей. В период господства Речи Посполитой была во владении известной «Сожской шляхты» (от реки Сож) формировалась наряду с «Друцкой шляхтой» (от реки Друть), которая происходила в основном из местного боярства.
В середине XIV века местечко Чечерск с замком окружающими землями был присоединён к ВКЛ, как центр одноименной волости, державы и староства до 1509 г..
- В 1510 году образовано Чечерское староство с правами самоуправления[7], в центре Чечерска была возведена деревянная ратуша, что косвенно свидетельствует о том, что Чечерск имел Магдебургское право. В XV веке в Чечерске построили замок (острог). С 1562 года владельцы староства вносили в казну на содержание армии «кварту» — 1/4 часть чистого дохода. С 1566 года Чечерск вошёл в Речицкий повет Минского воеводства. Упомянуто в книгах Варшавских 1599 года.
- В 1506 г., 1523 г., 1563 г. — русские войска вместе с татарами, путивльский наместник князь Григорий Мещерский воевали против жителей данного староства[7].
- В 1566 г. Чечерское староство входит в состав Речицкого повета Минского воеводства[8].
- 22 октября 1629 года местечко Чечерск и деревня Зятьковичи по просьбе мещан получили от короля Сигизмунда III право на устройство еженедельных торгов и двухнедельную ярмарку ежегодно[9]. Староство — это государственное имение, которое давал великий князь или король на временное пользование феодалам в качестве натуральной пенсии за службу.
- В 1633 г. — казаки с воеводой И. Балашем воевали против жителей староства, но благодаря хорошему укреплению замка Чечерска они отступили.
- В 1648 г. — казаки под руководством полковников Гаркуши и Подобайлы воевали против жителей староства, но были разбиты под руководством Я. Пацея. Жители староства принимали участие в этой войне вплоть до 1651 г..
- В 1654—1667 гг. — разруха, бунт и война из-за вторжения казаков под командованием Золотаренко И. Н. и его брата Золотаренко В. Н.[10]. В 1659 г. — осада Чечерска русскими войсками[8].
- В 1726 году — Чечерское староство принадлежит князю Огинскому. Первый пограничный рубеж защиты государства ВКЛ составляли сёла, застенки и околицы панцирных бояр: Хизы, Громыки, Жалезники, Светиловичи, Богдановичи, Сябровичи, Шепетовичи, Шиловичи, Енцы, Вороновщина, Жабино, Коротковичи, Кураги, Лапичи, Сапоги, Струмень[11].
- В 1754 г. — начало миссионерской деятельности иезуитов.
- В 1765 году «ленным» правом на Чечерское староство обладал Виленский воевода Огинский.
- По законам Великого Княжества Литовского регулярно проводились переписи населения и описи имущества: Люстрации и Инвентари (1704, 1726, 1738[12], 1765, 1777[13] годов и др.).
- В 1772 году — Чечерское староство прекратило своё существование после первого раздела Речи Посполитой (территория вошла в состав Российской империи).

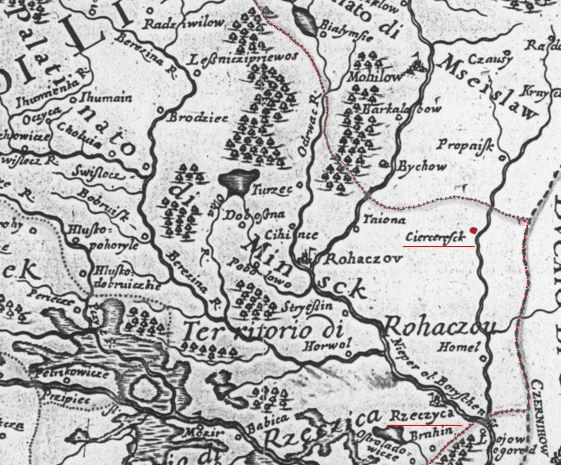
На карте 1688 г. Чечерское староство Речицкого повета

## Административное деление
В Чечерское староство Речицкого повета административно входили волости, войтовства, отдельные боярские поселения, фамильные имения, деревни (пол. wieś) и «державы» (пол. dzierżawy). Чечерским замком управлял Губернатор Чечерский (пол. Gubernator Czeczerski). Замковые слуги жили на окраине города Чечерска. Среди бояр шляхты были мостовничие, десятские, войты. Церковный причет имел земельные наделы при деревнях Вотор, Яцкевич, Низимковичи, Рысково.
- По Инвентарю 1704 года Чечерскому староству принадлежало 22 деревни в Чечерской волости (без указания войтовств): Вотор, Турищаничи, Литвиновичи, Зятькевичи, Вощанки, Березовка, Струмень, Волосовичи, Полесье, Колюды, Низимковичи, Кубличи, Залесье, Столбынь, Хлусы, Плиски, Речки, Дудичи, Сябровичи, Рысков, Мутневичи, Глыбочица[14].
- По Инвентарю 1726 года 24 деревни принадлежало Чечерскому замку. Крестьяне которых делились в административном отношении на 6 войтовств: Волосовское, Воторское, Залесское, Литвиновское, Полесское, Сябровское.
- Согласно Люстрации 1765 г. это Чечерское староство имело г. Чечерск (в количестве 170 домов на 9 улицах[15]) и волости: Пшедсожская (перед р. Сож) с количеством 242 христианских «дымов» (домов); Засожская (за р. Сож) с количеством 344 христианских «дыма» . Из 756 домов староства — 20 иудейских «дымов».
- В структуры этих двух волостей входили войтовства: Шабровское, Литвиновское, Воторское, Ставбунское; Залеское, Онисимковское, Волосовское, Полеское, Хлусовское, Грыцковское, Белейовское.
- В составе их были крестьянские деревни (веси) невоенного сословия «тягловых» (пол. ciahlych).
- Войтовство Залесское: Залесье, Кукличе, Онисимковиче.
- Войтовство Полесское: Полесье, Колюды.
- Войтовство Волосовское: Сидоровиче, Волосовиче, Струмень.
- Войтовство Литвиновское: Литвиновиче, Зятьковиче (Зяцьковщизна), Вощанка (Воща), Берчонка, Базылево.
- Войтовство Воторское: Вотор, Турыщаниче, Глубочыца, Мутневиче, Осов, Хлусы, Стаубуны и Слобода Столбунска (Стовбын), Речка.
- Войтовство Сябровское: Сябровиче, Дудзиче, Любиншчызна, Рысков.
- В другие: Скробовщизна, Слобода Хвошна, Гжибовка, Сушолка (Сушотка) или Будзище Струменсе, Осиновка, Шешеловка, Белейовка, Загорье, Будище Волосовское, Будище Онисимовское, Лухимиче, Слобода Борисовка, Шаховщизна, Перетоки, Слобода Грыцковска, Буселовка, Берёзовка, Колбовска, Яцковщизна, Слобода Прычелесница, Грыцков, Горы, Сапрыки[16].

Каждая деревня по Инвентарю 1726 года имела надел земли «отруб» для сельскохозяйственных культур и животноводства, мельницы, рудни, кузницы (ковальня), рыболовные озёра, сукновальни, круподёрни, бондарство, пивоварение (броварство) и т. д..
Мельницы были в Чечерске и деревнях Дудичи, Литвиновичи, Онисимковичи (по Инвентарю 1704 года мельницы, сукновальни, круподерни — в д. Литвиновичи, д. Низимковичи, д. Дудичи).
Рудни с плавильными печами — в деревнях Дудичи, Молино, Речки, Стовбынь (по Инвентарю 1704 года рудни с плавильными печами в д. Столбынь и д. Речки). Рыбный промысел — в озёрах деревень Вотор, Турищаничи, Литвиновичи, Струмень, Волосовичи, Низимковичи, Залесье, Столбынь, Дудичи, Сябровичи.

## Население и сословная принадлежность

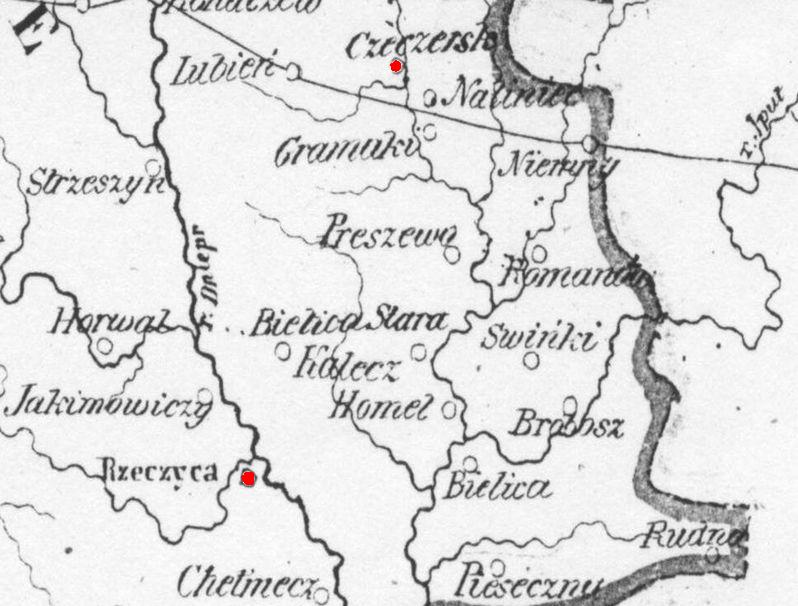
На карте 1772 г. Чечерское староство Речицкого повета

- «Тягловое» сословие крестьян имело свои «повинности» (пол. Powinność ludzi ciahłych)[17]: должно было давать «подать» (налог) от каждого «дыма» (дома) по 26 «грошей» (12-15 копеек) или 1 меру мёда, меру хмеля, 1 курицу. Статистически общая «густота заселения» староства крестьянами была на момент Инвентаря 1704 года 142 «дыма» (дома) из 24 деревень[18]. На момент Инвентаря 1726 г. — в волостях 230 дома и в слободах 63 дома (христианские)[19].
- На момент Инвентаря 1726 года мещанское невоенное сословие было сосредоточено в основном в Чечерске — на 7 улицах 104 дома христианских и 5 домов иудейских. И мещане имели свои сословные «повинности»[20]. В центре староства, в городе были корчма, 3 торговые лавки (крамы), рынок, плац, иудейская школа. В Чечерске также были церкви: Воскресенская, Никольская, Пречистинская, Спасская; возле замка — ещё костёл святой Тройцы. «Повинности» сословия мещан (основное занятие) — жали хлеб дворовой, ловили рыбу и приготовляли её впрок, помогали сословию бояр в ремонте и строительстве и т. д.. Их «подать» (налог) — от каждого «дыма» (дома) по 18 «грошей» (9-10 копеек).
- Население Чечерского староства общим числом в 542 «дыма» на момент Инвенатря 1726 года делилось на сословия военное — бояр, и невоенное — мещан с крестьянами. Поэтому отдельно в состав Чечерского староства входили боярские посёлки «пол. komput bojarów starostwa Czeczerskiego»[21] («Список бояр Чечерского староства» в Инвентаре 1726 года) с «дымами» (количеством домов, семей): Богдановичи (5 домов), Вороновщина (9), Грамыки (21), Енцы (6), Жабино (10), Железники (15), Коротковичи (10), Кураги (4), Лапичи (8), Сапоги (4), Святиловичи (7), Струмень (7), Сябровичи (8), Хизы (13), Шепетовичи (7), Шиловичи (10)[22]. На момент Инвентаря 1726 года в Чечерском старостве находилось 144 боярских дома из христиан, общим числом. Особые, лично этому сословию присвоенные «повинности» (пол. Punkta powinnośći bojarow starostwa Czeczerskiego) — выезжали на оборону границ (осада бояр «пол. bojarska obloha»), ремонт бойниц замков и замковых укреплений, содержание мостов, являлись в качестве полиции на ярмарки, возили почту, должны были иметь хорошее вооружение и коня и т. д., и т. п.[23]. Их «подать» (налог) — ежегодная «гиберна» 2770 злотых.

В XIV—XVII ст. через Чечерское староство проходила дорога из города Торуня в город Владимир (древний путь на Балтийское море), за проезд по которой брали пошлину «с коня» по 3 гривны и 4 денария.
Чечерское староство было приписано к Нежинскому полку казаков у 1654—1657 г.. На его территории расквартировывались казаки руководимые «белорусским, могилевским, гомельским и чаусским» полковником Иваном Нечаем, и воеводой могилевским князем Иваном Репниным. О господстве Ивана Дорошенко остались документальные упоминания воевод Могилёва и Смоленска, свидетельства белорусских крестьян и мещан Чечерского староства о казаках в обращении к властям для следствия: «Те казаки дворы им рушат, самих их бьют и мучают, так что и проходу от этих казаков не стало, даже на торг к ним никто не смеет ехать»; «наезжают казаки, села уничтожают и крестьян рубят, имущество отбирают»; «не слушают, бьют, грабят, вяжут и садят»; «приходят с большим шумом и угрозами». За отказ белорусских крестьян идти в казаки их «торг в городе уничтожили, крестьян мучили и грабили…и жгли»; «от казацкого мародерства опустели уезды»; «людям из городов проехать не можно»; «смуту чинят».

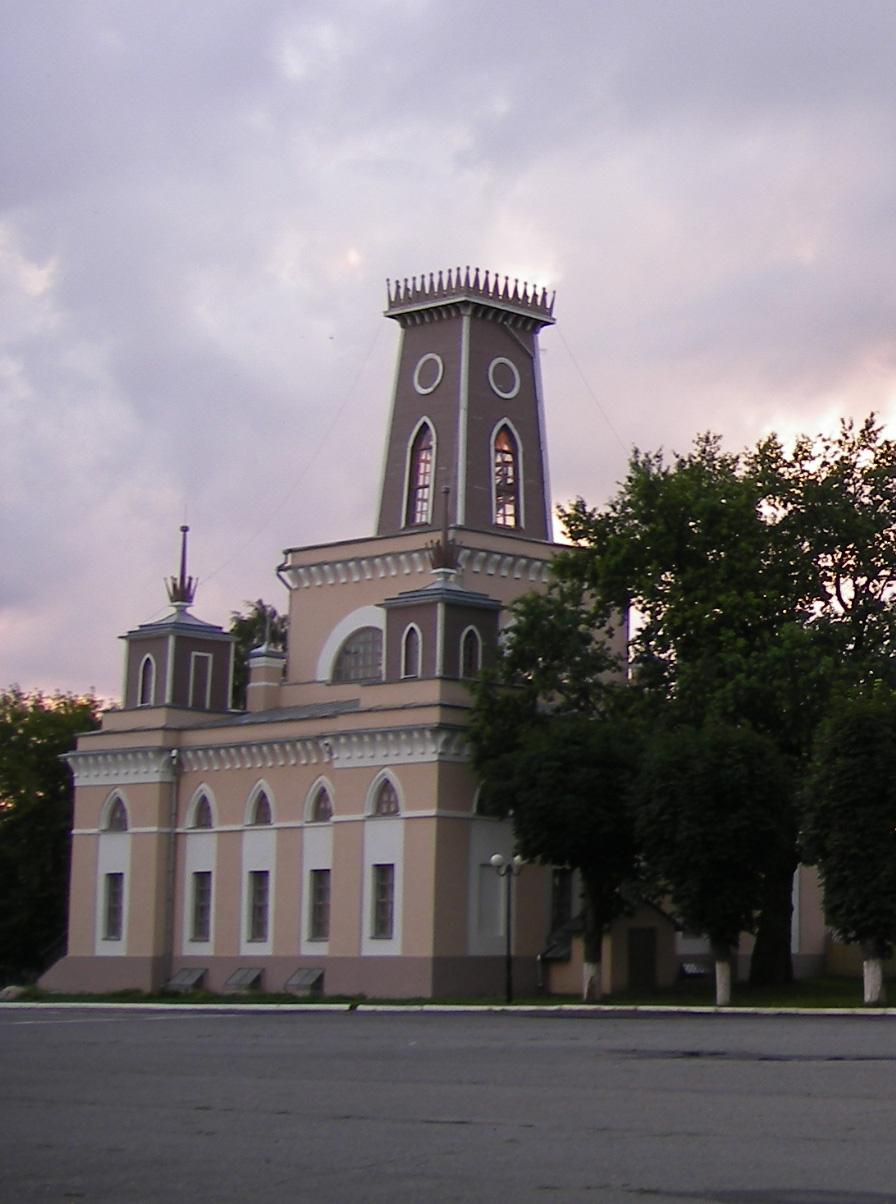
Чечерская ратуша XVIII века

## Старосты и наместники
В должности чечерских старост известны:
- В 1510—1511 гг. — Ян Немирович[27].
- В 1518—1524 гг. — наместник князь Семён Александрович Чарторыйский[28].
- В 1524—1529 гг. — князь Фёдор Михайлович Вишневецкий[27].
- В 1535 г. — получил в награду Остафий Дашкевич за заслуги от короля Зигмунта I[29].
- В 1536—1543 гг. — князь Иван Михайлович Вишневецкий[27].
- В 1547—1570 гг. — Юрий Миколаевич Зенович (Зеновьевич)[27][30].
- В 1577—1590 гг. — Кшиштоф Зенович[27].
- В 1609 году — староста Зянович[31].
- В 1621 г. — Александр Сапега получил староство от короля Сигизмунда III Вазы[27].
- В 1633 году — Кшиштоф Радзивил[32].
- После 1638 г. — Андрей Казимир Завиша[33]
- До 1652 года — староста Казимир Тышкевич.
- В 1726 году — староста граф Игнатий Завиша[34].
- В 1765 году — наместник Антоний Протасевич.